# مؤرخ
المُؤرِّخ هو العالِم الذي يدرس ويدون عن التاريخ، ويُعتبر مرجعًا في هذا العلم، يهتم المؤرخون بالسرد المنهجي المتتالي والبحث في الأحداث الماضية وعلاقتها بالجنس البشري، تحول التأريخ إلى مهنة في نهاية القرن التاسع عشر وذلك بتحديد معايير معينة لمن يريد احتراف المجال.
والتاريخ ليس كتابة تاريخ فرد، أو حادثة تاريخية، أو تاريخ شعب وأمة، أو التاريخ الكلي أي التاريخ الإنساني الشامل، وإنما هو تحليل وفهم للأحداث التاريخية عن طريق منهج يصف ويسجل ما مضى من وقائع وأحداث ويحللها ويفسرها على أسس علمية صارمة بقصد الوصول إلى حقائق تساعد على فهم الماضي والحاضر والتنبؤ بالمستقبل.
ويزيد من صعوبة مهمة المؤرخ أن يتناول الإنسان بدوافعه المختلفة وتركيبه المعقد، أما ما يتناوله المؤرخ من موضوعات أخرى كظروف البيئة الجغرافية فالغرض منها تفسير جهود الإنسان وتأثير هذه الظروف عليه أو تأثيره عليها، ولا ينصِّب المؤرخ نفسه قاضيا يعيد محاكمة الأشخاص الذين سبق أن صدرت عليهم أحكام معاصريهم، خاصة أن العدالة في الأحكام التاريخية لا تتحقق بسهولة، كما أن هذه الطريقة يمكن أن تقلب الدراسات التاريخية إلى أسلوب من أساليب الدعاية.

## صفات المؤرخ
من أهم صفات المؤرخ الموضوعية والتجرد من العواطف والأهواء والميول الذاتية، ويتميز المؤرخ باستقلال شخصيته وعدم تسليمه الكامل بكل ما يقرأ ويطّلع عليه من وثائق وأوراق؛ بل يُخضع كل ذلك لميزان نقدي حساس، ولا يُسلم المؤرخ تسليمًا مطلقًا بالآراء التي سبق بها والتي أقرها غيره، فقد تقوده دراسته وبحثه إلى نتائج تخالف ما ذهب إليه السابقون[بحاجة لمصدر].
ويتصف المؤرخ باتساع الأفق العقلي وتفتح البصيرة، والتجرد من الخرافات والأساطير التي تنتج أفكارا خاطئة وأنماطا غير سليمة من التفكير، كما أنه يتسم بتقبل النقد والاستعداد لتغيير أو تعديل الفكرة أو الرأي إذا ثبت خطأها في ضوء ما يستجد حقائق وأدلة مقنعة وصحيحة، وأن الحقائق التي توصل إليها في البحث التاريخي ليست مطلقة أو نهائية، ويكون هدفه الأساسي إظهار الوقائع والحقائق بغرض الوصول إلى جوهر الحقيقة التاريخية وحدها[بحاجة لمصدر].
وهو واسع الاطلاع في مختلف المجالات بصفة عامة وفي مجال اختصاصه بصفة خاصة، كما أنه يملك القدرة على التعبير الجيد والقدرة على استنتاج معلومات صحيحة من معلومات غير صحيحة أو مشوشة، كما أن لديه ملكة نقدية لتحري الوقائع والأحداث، وعليه ألا يتأثر في كتاباته بالمؤثرات الحزبية والسياسية أو بما يعتنق من نظريات وقيم جمالية وأخلاقية وسياسية أو بالظروف الاجتماعية بقدر المستطاع[بحاجة لمصدر].

## المهارات اللازمة للمؤرخ
لابد أن يتوفر في المؤرخ مهارات التفكير المتعددة[بحاجة لمصدر]:
- مهارة الملاحظة، يستخدم فيها المؤرخ حاسة أو أكثر من الحواس، فهو يرى ويسمع ويلمس ويشم ويشعر ويفكر ويدرك، ويقارن ويحلل ويعلل ويفسر ويطرح فكرة وينبذ أخرى عن وعي وإدراك قوى.
- مهارة التصنيف، يقصد بها تصنيف المعلومات وتنظيمها وتقويمها، وهي مهارة أساسية لبناء الإطار المرجعي المعرفي للمؤرخ.
- مهارة المقارنة، تعني المقارنة بين الأشياء والأفكار والأحداث وفق أوجه الشبه والاختلاف، والبحث عن نقاط الاختلاف والاتفاق.
- مهارة التفسير، هي عملية عقلية عالية المستوى تتأتى بعد جهد وصبر ومثابرة.
- مهارة التلخيص، هي القدرة على التوصل إلى الأفكار العامة أو الرئيسة والتعبير عنها بإيجاز ووضوح، وهي عملية تنطوي على قراءة ما بين السطور وتجريد وتنقيح وربط النقاط البارزة.
- مهارة التطبيق، تعني استخدام المفاهيم والقوانين والحقائق والنظريات التي سبق أن تعلمها المؤرخ لحل مشكلة تعرض له في موقف جديد، والتطبيق يرقى به إلى مستوى توظيف المعلومة في التعامل مع مواقف ومشكلات جديدة.
- مهارة الترتيب، يقصد بها وضع المفاهيم أو الأشياء أو الأحداث التي ترتبط في ما بينها بصورة أو بأخرى في سياق متتابع وفقا لمعايير معينة.[5]

## العلوم المساعدة للمؤرخ
اللغات من أهم العلوم المساعدة التي ينبغي أن يتزود بها الباحث في التاريخ، فلا بد أولا من معرفة اللغة الأصلية الخاصة بالموضوع التاريخي المراد بحثه والكتابة عنه، وكلما تعددت اللغات الأصلية القديمة أو الحديثة كلما اتسع له أفق البحث والاستقصاء.
الفيلولوجيا (Philolgy) -فقه اللغة- من العلوم المساعدة الضرورية لدراسة فروع كثيرة من التاريخ، وكلما بعد الذي هو موضوع الدرس ازدادت أهمية الفيولوجيا، إذ لا بد لفهم النصوص التاريخية من معرفة لغة ذلك العصر التاريخي المعين.
علم قراءة الخطوط (Paleography)، وهو من العلوم الأساسية في التاريخ، منذ أقدم العصور وحتى أزمان متأخرة.
علم الوثائق (علم الدبلومات Diplomatics)، وهو من العلوم الأساسية لدراسة التاريخ، فينبغي على الباحث في التاريخ أن يتعلم الأسلوب والمصطلحات الخاصة بوثائق العصر الذي يعنيه، ولا بد له من أن يعرف نوع المداد المستعمل في الكتابة وتركيبه، والأقلام التي كتبت به وأنواع الورق المستعمل وخصائصه.
كما أن عليه أن يلم بدراسة الأختام وعلم الرنوك (Heraldry)، وعلم الرنوك هو العلامات المميزة التي تظهر على الأختام أو الدروع أو على ملابس النبلاء والجند أو على الأعلام.
وكذلك علم النميات أو النومات (Numismatics) أي علم النقود والمسكوكات، فهي من العلوم الهامة في دراسة نواح من التاريخ، فالعملة والأنواط بما تحمله من صور الآلهة وصور الملوك والأمراء وأسمائهم وذكرى الحوادث التاريخية وسنوات ضربها؛ تُقدم للباحثين مادة تاريخية قيمة بالنسبة للتاريخ القديم وتاريخ العصور الوسطى.
ويعتبر علم الجغرافيا من العلوم الضرورية لدراية التاريخ فالارتباط بينهما وثيق، فالأرض هي المسرح الذي حدثت عليه الوقائع التاريخية، وهي ذات أثر كبير في توجيه مصائر النوع الإنساني، ومن العلوم الأساسية كذلك الاقتصاد والأدب والسياسة وغيرها.

## من أشهر المؤرخين
- ابن هشام.
- الطبري.
- مانيتون
- ابن كثير.
- الخطيب البغدادي.
- ابن خلدون.
- الذهبي.
- هيرودوت.
- ابن الأثير.
- ابن الجوزي.
- ابن عساكر.
- الصفدي.
- ابن واصل.
- ابن العماد الحنبلي.
- ابن الشماع.
- ويل ديورانت.
- توني جدت.
- عبد العزيز الرشيد (الكويت).
- محمود الكاشغري.
- عبد الرحمن بن عبد الحكم.
- حسن إبراهيم حسن.
- عماد عبد السلام رؤوف.
- عبد الرزاق الحسني